# ناحیه سگد
ناحیهٔ سگد (به مجاری: Szegedi járás) یک ناحیه در مجارستان است که در چونگراد-چاناد واقع شده‌است. ناحیهٔ سگد ۷۴۱٫۱۰ کیلومتر مربع مساحت و ۲۰۴٬۲۶۳ نفر جمعیت دارد.